# Попречнортенични мишић
Попречнортенични мишић (лат. musculus transversospinalis) је парни мишић који се пружа читавом дужином кичменог стуба, од потиљачне до крсне кости. Састоји се од великог броја мишићних снопова, који повезују попречне и ртне наставке кичмених пршљенова. Сви они се могу поделити у три групе, односно мишића:
- полуртенични мишић (лат. musculus semispinalis),
- многокраки мишић (лат. musculus multifidus) и
- мишиће увртаче (лат. musculi rotatores).

У састав полуртеничног мишића (у пределу врата) улазе полуртенични мишић главе и врата. Овај последњи се простире од ртних наставака вратних до попречних наставака грудних кичмених пршљенова. Инервисан је од стране задњих грана вратних живаца и делује као слаби опружач кичме.